# الدوري اللبناني الدرجة الرابعة
الدوري اللبناني الدرجة الرابعة هو دوري كرة القدم اللبنانية من الدرجة الرابعة، ويديره الاتحاد اللبناني لكرة القدم، حيث يقسم الدوري إلى خمس مجموعات ( بيروت، الشمال، الجنوب، جبل لبنان والبقاع )، وكل مجموعة مقسمة إلى مجموعات أخرى.

## مجموعات
فيما يلي توزيع فرق دوري الدرجة الرابعة في المجموعات الخمس في موسم 2018-19. 
|           | المجموعات | الفرق في المجموعة | مجموع الفرق |
| --------- | --------- | ----------------- | ----------- |
| بيروت     | 1         | 7                 | 7           |
| الشمال    | 3         | 8 + 8 + 9         | 25          |
| الجنوب    | 3         | 8 + 8 + 8         | 24          |
| جبل لبنان | 4         | 9 + 9 + 9 + 9     | 36          |
| البقاع    | 2         | 8 + 9             | 17          |
| الإجمالي  | 13        | 109               | 109         |

### بيروت
يجري دوري الدرجة الرابعة في بيروت من مرحلة واحدة، بحيث يفوز باللقب متصدر جدول الترتيب ويصعد برفقة الوصيف إلى التصفيات النهائية للدرجة الرابعة على مستوى لبنان فيما يهبط صاحب المركز الاخير إلى الدرجة الخامسة.

### الشمال
- تجري مباريات دوري الدرجة الرابعة في الشمال بطريقة الدوري من مرحلة واحدة، حيث تقسم الفرق البالغة 25 فرقة، إلى ثلاث مجموعات بواقع ثمان فرق لكل مجموعة باستثاء الثالثة، تلعب 9 فرق فيما بينها وفي نهاية هذه المرحلة يصعد أول فريقان من كل مجموعة إلى الدور النهائي (سداسي الصعود) لتلعب فيما بينها بطريقة الدوري من مرحلة واحدة ويصعد أول فريقان إلى دور التصفيات النهائي للدرجة الرابعة على مستوى لبنان، وفي نفس الوقت تلعب الفرق التي تحتل المركز الاخير في كل مجموعة في دوري الهبوط وهو من مرحلة واحدة أيضا حيث يهبط الفريق الذي يحتل المركز الأخير إلى دوري الدرجة الخامسة.[2]

### الجنوب
ينظم هذا الدوري «اتحاد الجنوب الفرعي لكرة القدم» وهو أحد فروع الاتحاد اللبناني لكرة القدم، تجري مباريات دوري الدرجة الرابعة في الجنوب بطريقة الدوري من مرحلة واحدة حيث تقسم الفرق البالغة 24 فرقة، إلى ثلاث مجموعات بواقع ثمان فرق لكل مجموعة، حيث تلعب فيما بينها بطريقة الدوري من مرحلة واحدة وفي نهاية هذه المرحلة يصعد الفريق الأول من كل مجموعة إلى دور مربع الصعود النهائي، إلى جانب أفضل ثاني لتلعب فيما بينها بطريقة الدوري من مرحلة واحدة، ويصعد الأول والثاني إلى دور التصفيات النهائي للدرجة الرابعة على مستوى لبنان، وفي نفس الوقت تلعب الفرق التي تحتل المركز الثامن في كل مجموعة في دوري الهبوط وهو من مرحلة واحدة أيضا حيث يهبط الفريق التي يحتل المركز الاخير إلى دوري الدرجة الخامسة.

### جبل لبنان
ينظم هذا الدوري «اتحاد جبل لبنان الفرعي لكرة القدم» وهو أحد فروع الاتحاد اللبناني لكرة القدم، تجري مبارياته بطريقة الدوري من مرحلة واحدة، حيث تقسم الفرق البالغ عددها 36 فرقة، إلى أربع مجموعات بواقع تسعة فرق لكل مجموعة، حيث تلعب فيما بينها وفي نهاية المرحلة يصعد أول فريقان من كل مجموعة إلى الدور النهائي (مثمن الصعود) لتلعب فيما بينها من مرحلة واحدة، ومن ثم يصعد الأول والثاني إلى دور التصفيات النهائي للدرجة الرابعة على مستوى لبنان، وفي نفس الوقت تلعب الفرق التي تحتل المركز الثامن في كل مجموعة في دوري الهبوط من مرحلة واحدة حيث يهبط الفريق في المركز الاخير إلى (دوري جمعيات المناطق) دوري الدرجة الخامسة.

### البقاع
ينظم الدوري «اتحاد البقاع الفرعي لكرة القدم» وهو أحد فروع الاتحاد اللبناني لكرة القدم، تجري مبارياته بطريقة الدوري من مرحلة واحدة، حيث تقسم الفرق البالغة 17 فرقة إلى مجموعتين، حيث يصعد بطل كل مجموعة ووصيفه للمشاركة في المرحلة النهائية التي تجري بين أربعة فرق على طريقة الدوري من مرحلة واحدة ليصعد أول فريقين إلى التصفيات النهائية لدوري الدرجة الرابعة على مستوى لبنان، فيما يلعب الاخيران في المجموعتين التمهيديتين مباراة يهبط بنتيجتها الخاسر إلى دوري الدرجة الخامسة.